# دان آلوارادو
دان آلوارادو (انگلیسی: Don Alvarado؛ ۴ نوامبر ۱۹۰۴ – ۳۱ مارس ۱۹۶۷) هنرپیشه کارگردان فیلم اهل ایالات متحده آمریکا بود.
وی در سال ۱۹۶۷ بر اثر سرطان درگذشت.

## بخشی از فیلمشناسی
از فیلم‌ها یا برنامه‌های تلویزیونی که وی در آن نقش داشته‌است می‌توان به آثار زیر اشاره کرد.
- پل سن لوئیس ری (۱۹۲۹)
- آپاچی (۱۹۲۹)
- بی‌قیدوبند (۱۹۳۰)
- آبرو (۱۹۳۱)
- زیبای سیاه (۱۹۳۳)
- شکوه صبح (۱۹۳۳)
- گنج‌های سیرا مادره (۱۹۴۸)
- سرقت بزرگ (۱۹۴۹)
- شرق بهشت (فیلم) (۱۹۵۵)
- شورش بی‌دلیل (۱۹۵۵)
- پیرمرد و دریا (۱۹۵۸)
- جنگ زن و مرد